# 梁木
梁木（1509年—？），字仁夫，陝西西安府三原縣人，軍籍，明朝政治人物。

## 生平
嘉靖十三年（1534年）甲午科陕西鄉試第五十九名舉人，二十年（1541年），登辛丑科進士第三甲第一百六十二名進士。任直隸华亭县知县一职。历登州府同知，官至山西按察司佥事。

## 家族
曾祖梁玘，贈監察御史；祖父梁潛，義官；父梁宦，母康氏。具庆下。